# ヘンリエッテ・フォン・オスターハウゼン
クリスティーネ・エトムンダ・ヘンリエッテ・フォン・オスターハウゼン（Christine Edmunda Henriette von Osterhausen, ? - 1727年11月6日）は、ポーランドとザクセンの統治者アウグスト強王の妾の1人。

## 生涯
ザクセン選帝侯領及びテューリンゲン地方に所領を持つ貴族オスターハウゼン家出身。初め、アウグスト強王の義理の娘のザクセン選帝侯世子夫人マリア・ヨーゼファに侍女として仕えた。1720年、王の当時の妾エルトムーテ・ゾフィー・フォン・ディースカウが退けられた直後に王の新しい妾に選ばれた。
1722年、ヘンリエッテがハレにて福音派教会から国王・選帝侯一家と同じカトリック教会に改宗したことはザクセンで大きな宗教問題に発展し、王の側近のイエズス会士フランツ・ゼバスティアン・ノンハルトとドレスデン聖十字架教会大執事ヘルマン・ヨアヒム・ハーンの間での激しい宗教論争を引き起こした。それからまもなく王との関係が終わると、女主人のマリア・ヨーゼファから修道院入りを勧められるが、受け入れ先のプラハのウルスラ会女子修道院を数か月で退去している。
1724年2月22日、ザクセンの軍人・宮廷財務官アルブレヒト・ジークムント・フォン・ゼーグート＝スタニスワフスキと結婚。夫はアウグスト強王の認知されていない庶子の1人と見なされていた。ヘンリエッテは結婚して3年後に死去した。

## 引用
1. ↑  Volltext in der Digitalen Bibliothek der Universität Halle